# Gimnazija Šiška
Gimnazija Šiška (prej Gimnazija Ljubljana Šiška) je splošna in športna gimnazija. Ustanovljena je bila leta 1992, kot naslednica srednje železničarske šole, preimenovala pa se je v šolskem letu 2008/09.
Gimnazija Šiška je bila začetnica programa športna gimnazija v Sloveniji.